# 이재갑 (공무원)
이재갑(李載甲, 1958년 3월 27일 ~ )은 대한민국의 공무원이다.

## 생애
1982년 제26회 행정고시에 합격하여 노동부에서 공무원으로 근무했다.
노무현 정부 시절인 2005년에 청와대 직속 사람입국 일자리위원회에서 노동 유연화와 대기업 노조 기득권 타파를 주장하는 보고서 작성에 참여했다.
이명박 정부 시절인 2012년에는 고용정책실장으로서 고졸 채용 확대 정책을 폈고, 고용노동부 차관을 지냈다.
박근혜 정부 시절인 2013년 10월부터 2016년 11월까지 근로복지공단 이사장을 지냈다.
2018년 8월 문재인 정부에서 고용노동부 장관 후보자로 지명되었고, 9월 임명되었다.

## 학력
- 인창고등학교
- 고려대학교 행정학과 학사
- 서울대학교 행정대학원 석사
- 미시간 주립대학교 대학원 노사관계 석사

## 경력
- 1982년: 제26회 행정고시 합격
- 2007.04 ~ 2008.03: 노동부 국제협력국장
- 2008.03 ~ 2010.04: 노동부 고용정책관
- 2010.04 ~ 2011.01: 노동부 노사정책실장
- 2011.01 ~ 2012.06: 고용노동부 고용정책실장
- 2012.06 ~ 2013.03: 고용노동부 차관
- 2013.10 ~ 2016.11: 제7대 근로복지공단 이사장
- 2018.09 ~ 2021.05: 제7대 고용노동부 장관
- 2018.09 ~ 2021.05: 국민경제자문회의 당연직위원
- 2018,09 ~ 2021.05: 대통령직속 국가교육회의 당연직 위원
- 2018.09 ~ 2021.05: 대통령직속 일자리위원회 당연직위원
- 2018.09 ~ 2021.05: 경제사회노동위원회 본위원회 정부위원

## 가족
아버지 이준범(李準範, 1932년 ~ )은 전라남도 장성군 출신이며, 제10·11대 고려대학교 총장(1985.03 ~ 1989.06)을 역임하였다.